# 2013-as Radio Disney Music Awards
A 2013-as Radio Disney Music Awards díjátadót 2013. április 27-én tartották a Los Angeles-i Nokia Theatre LA Live zeneszínházban. A gála öt év után tért vissza.

## Gyártás
2013. március 15-én a Radio Disney Music Awards megerősítette, hogy a díjátadót a Los Angeles-i Nokia Theatre LA Live rendezvényközpontban fogják tartani. A díjátadó gálát április 27-én, 06:00 órakor tartották. A jegyek értékesítése március 15-én kezdődött. A 11 kategóriában 3-5 jelöltre lehetett szavazni.

## Jelöltek és győztesek
2013. március 15-én jelentették be a jelölteket.
| - Selena Gomez - Cher Lloyd - Taylor Swift - Bridgit Mendler - Justin Bieber - Cody Simpson - Austin Mahone - Bruno Mars - "I Knew You Were Trouble" – Taylor Swift - "Beauty and a Beat" – Justin Bieber feat Nicki Minaj - "Live While We're Young" – One Direction - "Want U Back" – Cher Lloyd - One Direction - IM5 - Mindless Behavior - R5 - Austin Mahone - IM5 - Ryan Beatty - Cimorelli - Christina Grimmie - "Sandwich Rap" – Coco Jones - "How To Audition" – Cher Lloyd - "Air Guitar" – Ross Lynch | - "Heard It on the Radio" – Ross Lynch - "Ready or Not" – Bridgit Mendler - "Fashion Is My Kryptonite" – Zendaya és Bella Thorne - "Holla At The DJ" – Coco Jones - "We Are Never Ever Getting Back Together" – Taylor Swift - "Want U Back" – Cher Lloyd - "Payphone" – Maroon 5 feat Wiz Khalifa - "Wide Awake" – Katy Perry - "Had Me @ Hello" – Olivia Holt - "Wish You Were Here" – Cody Simpson featuring Becky G - "Say You're Just a Friend" – Austin Mahone - "Heart Skips a Beat" – Olly Murs - "Ready or Not" – Bridgit Mendler - "Say Somethin" – Austin Mahone - "Loud" – R5 - "Heart Skips a Beat" – Olly Murs - Directioners – One Direction - Beliebers – Justin Bieber - Mahomies – Austin Mahone - Selenators – Selena Gomez - Simpsonizers – Cody Simpson |

### Különdíj
Mary Dawson nyerte a szolgáltatás díját (jelenleg hős díj), azért kapta, mert jótékonysági projektet végzett az 5 és 18 éves gyerekek között.

## Fordítás
- Ez a szócikk részben vagy egészben  a(z)   2013 Radio Disney Music Awards című angol Wikipédia-szócikk ezen változatának fordításán alapul.  Az eredeti cikk szerkesztőit annak laptörténete sorolja fel. Ez a jelzés csupán a megfogalmazás eredetét és a szerzői jogokat jelzi, nem szolgál a cikkben szereplő információk forrásmegjelöléseként.